# NGC 1162
NGC 1162 је елиптична галаксија у сазвежђу Еридан која се налази на NGC листи објеката дубоког неба.
Деклинација објекта је - 12° 23' 54" а ректасцензија 2h 58m 55,9s. Привидна величина (магнитуда) објекта NGC 1162 износи 12,5 а фотографска магнитуда 13,5. Налази се на удаљености од 41,4000 милиона парсека од Сунца. NGC 1162 је још познат и под ознакама MCG -2-8-36, PGC 11274.